# John Montague (Musiker)
John Angus Montague (* 2. April 1911 in Gowganda, Ontario; † 24. März 1991 in Barrie, Ontario) war ein kanadischer Geiger und Musikpädagoge.
Montague studierte von 1929 bis 1935 am Konservatorium von Toronto Violine bei Alexander Chuhaldin, Elie Spivak und Kathleen Parlow sowie Musikpädagogik bei Healey Willan. Er spielte von 1934 bis 1943 im Orchester der Promenade Symphony Concerts und war von 1940 bis 1950 Mitglied des Orchesters des Royal Alexandra Theatre. Von 1966 bis 1968 dirigierte er das Huronia Symphony Orchestra, von 1973 bis 1978 war er dessen Konzertmeister. 
Mehr als 50 Jahre, von 1937 bis zu seinem Tode 1991, unterrichtete Montague am Royal Conservatory of Music in Toronto, wo er mehrere Kammermusikensemble und Orchester gründete und leitete. Zwischen 1957 und 1961 unterrichtete er außerdem an der University of Toronto. Zudem gründete und dirigierte er verschiedene Jugendorchester, wirkte als Juror bei Musikwettbewerben und leitete 1963–64 das Streicherprogramm des Banff Centre for the Arts. Zu seinen Schülern zählen u. a. Walter Babiak, John Barnum, James Coles, Lorna Glover, George Alfred Proctor und Kathryn Wunder. Mit Flora Goulden verfasste er Violinlehrbücher.

## Quelle
- The Canadian Encyclopedia - John Montague

| Personendaten    | Personendaten                             |
| ---------------- | ----------------------------------------- |
| NAME             | Montague, John                            |
| ALTERNATIVNAMEN  | Montague, John Angus (vollständiger Name) |
| KURZBESCHREIBUNG | kanadischer Geiger und Musikpädagoge      |
| GEBURTSDATUM     | 2. April 1911                             |
| GEBURTSORT       | Gowganda, Ontario                         |
| STERBEDATUM      | 24. März 1991                             |
| STERBEORT        | Barrie, Ontario                           |